# 可降水量
可降水量（かこうすいりょう）とは、地表のある面を基点としてその上空の大気を大きな鉛直の柱（大気柱）と考え、そこに含まれる水蒸気がすべて凝結して地上に落下（降水）した時の降水量のこと。
大気の移動が全く無いと仮定すれば、これ以上の降水量は無いと考えられる値である。現実的にはこのようなことはない。実用的には、大気中の水の総量を表す数値の1つとして用いられる。単位は降水量と同じmm。
ラジオゾンデによって得られる気温や湿度などのデータを公式に当てはめ、テヒグラムやSkew-T log-P図あるいはコンピュータを用いて算出する。また、気象衛星や地球観測衛星の赤外線センサーによる観測からも、可降水量が推定できる。